# Desert de les Palmes (ZEPA)
Desert de les Palmes (ZEPA) este o arie protejată (arie de protecție specială avifaunistică — SPA) din Spania întinsă pe o suprafață de 3.075,53 ha, integral pe uscat.

## Localizare
Centrul sitului Desert de les Palmes (ZEPA) este situat la coordonatele 40°04′34″N 0°02′30″E / 40.0761°N 0.0417°E.

## Înființare
Situl Desert de les Palmes (ZEPA) a fost declarat arie de protecție specială avifaunistică în iunie 2009 pentru a proteja 20 de specii de animale.

## Biodiversitate
Situată în ecoregiunea mediteraneană, aria protejată conține 6 habitate naturale: Pajiști uscate europene, Tufărișuri termo-mediteraneene și de pre-deșert, Păduri de Quercus ilex și Quercus rotundifolia, Păduri iberice de Quercus faginea și Quercus canariensis, Pante stâncoase silicioase cu vegetație casmofită, Galerii și tufărișuri riverane sudice (Nerio-Tamaricetea și Securinegion tinctoriae).
La baza desemnării sitului se află mai multe specii protejate:
- păsări (12): pescăruș albastru (Alcedo atthis), buha (Bubo bubo), ciocârlie-cu-degete-scurte (Calandrella brachydactyla), caprimulg (Caprimulgus europaeus), șerpar (Circaetus gallicus), șoim călător (Falco peregrinus), Galerida theklae, Hieraaetus fasciatus, acvilă pitică (Hieraaetus pennatus), ciocârlie de pădure (Lullula arborea), Oenanthe leucura, silvie de tufiș (Sylvia undata)
- mamifere (7): liliac cu aripi lungi (Miniopterus schreibersii), liliac cu urechi de șoarece (Myotis blythii), liliac cu picioare lungi (Myotis capaccinii), liliac comun (Myotis myotis), liliacul mediteranean cu potcoavă (Rhinolophus euryale), liliacul mare cu potcoavă (Rhinolophus ferrumequinum), liliacul cu potcoavă a lui méhely (Rhinolophus mehelyi)
- reptile (1): țestoasă bănățeană (Testudo hermanni)

Pe lângă speciile protejate, pe teritoriul sitului au mai fost identificate 1 specie de plante.